# Xaver Hecht
Josef Eutich Heinrich Xaver Hecht, genannt Xaver (* 6. August 1757 in Willisau Stadt; † 16. November 1835 in Vesoul; heimatberechtigt in Willisau), war ein Schweizer Kirchenmaler, Historienmaler und Porträtist.

## Leben und Werk
Hecht war der Sohn des Johann Heinrich (1720–1805) und der Anna Marie, geborene Frey (1720–1779), und wuchs mit seinen neun Geschwistern in Willisau-Stadt auf. Seine Vorfahren lebten seit 1539 in Willisau und stellten von 1648 bis 1905 in ununterbrochener Reihenfolge den Sigristen im Nebenamt an der Pfarrkirche Willisau.
Von 1778 bis 1781 liess sich Hecht an der Kunstschule Académie de peinture et de dessin von Johann Melchior Wyrsch in Besançon ausbilden und studierte anschliessend in Rom die Werke von Michelangelo, Raffael, Peter Paul Rubens sowie Carlo Maratta, Domenico Corvi und Anton Raphael Mengs.
Hecht heiratete im Kloster Einsiedeln am 28. Oktober 1793 Elisabeth, geborene Bühlmann. Die Trauung wurde von Marian Herzog vollzogen.
1803 kehrte Hecht nach Willisau zurück und liess sich «an der Brücke» nieder. Er entwickelte in der deutschen Schweiz eine rege Tätigkeit als Porträtist sowie Historien- und Kirchenmaler. In Willisau schuf Hecht für die von Josef Purtschert von 1804 bis 1810 erbaute Pfarrkirche St. Peter und Paul das Altarbild und die Deckenfreskos. Hecht gründete auch eine Malschule, aus der bekannte Künstler hervorgingen wie Lorenz Justin Ritz und dessen Bruder, der Bildhauer Anton Ritz (1800–1883), sowie der Kirchenmaler Ulrich Fischer (1770–1859) aus Triengen und der Maler, Zeichenlehrer und Bildhauer Jakob Schwegler (1793–1866) aus Hergiswil bei Willisau.

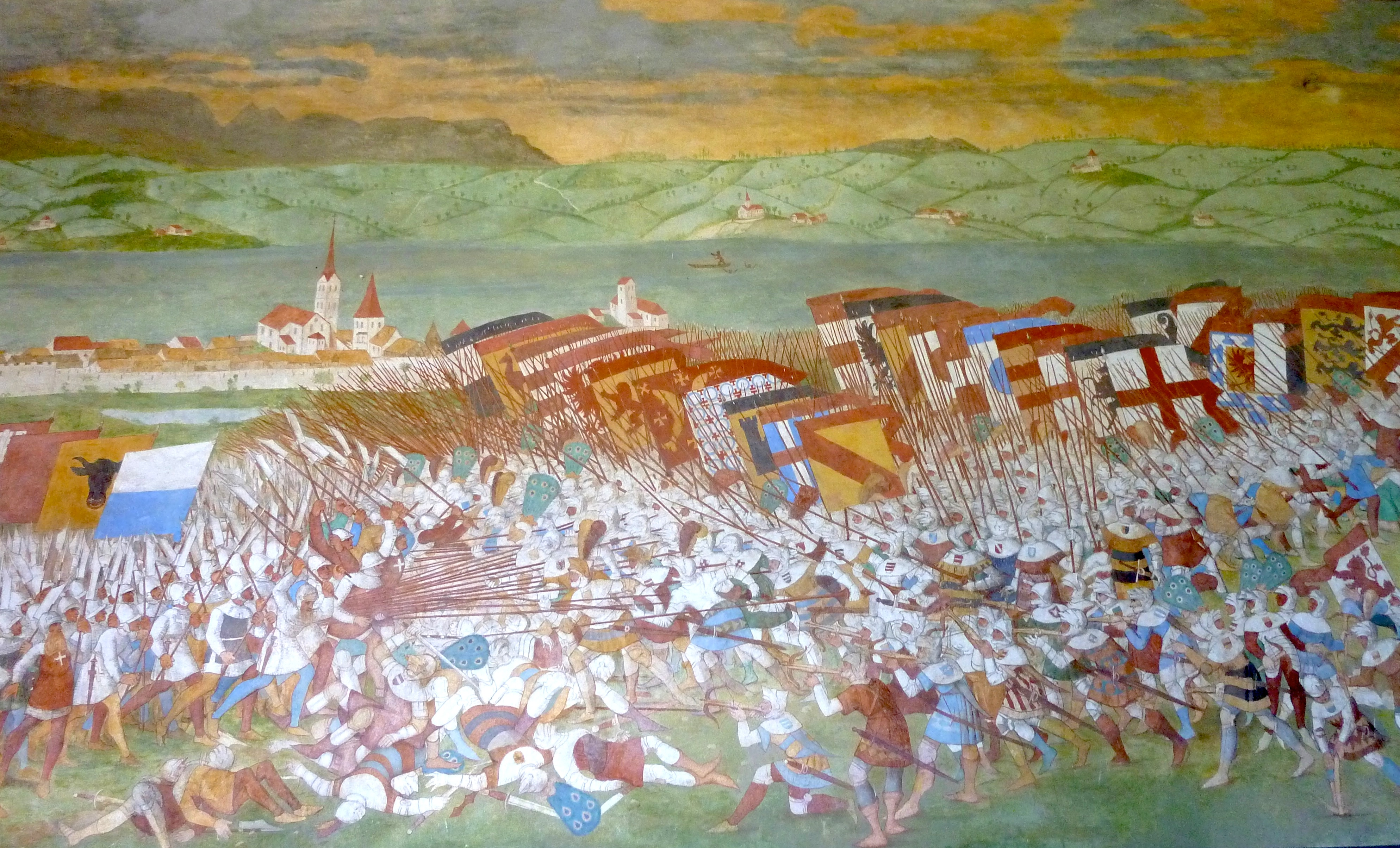
Schlachtgemälde

Hecht schuf oft Kopien alter Meister für luzernische Kirchen, so um 1789 das Hochaltarbild Verklärung Christi von Raffael in Ruswil und 1811 für ein Nebenaltarbild in der Pfarrkirche Willisau Die Heilige Familie auf der Flucht von Carlo Maratta. Von 1812 bis 1814 schuf Hecht für die Neugestaltung der Schlachtkapelle Sempach ein neues Schlachtgemälde. 1886 wurde das alte Gemälde von Hans Ulrich Wägmann durch Joseph Balmer restauriert und ergänzt.
Hecht war mit Werken an Ausstellungen in Zürich vertreten, die durch die 1803 gegründete «Zürcher Künstlergesellschaft» organisiert wurden. Anlässlich der Diskussion der Statutenvorlage für die in Gründung begriffene «Gesellschaft schweizerischer Künstler und Kunstfreunde» im Jahre 1807 in Zofingen war Hecht zusammen mit Karl Pfyffer von Altishofen anwesend.
Hecht war ein Mitbegründer der 1817 ins Leben gerufenen Plastischen Sektion Luzern, einer Unterabteilung der «Grossen Gesellschaft aus Freunden der Wissenschaften und Künste zu Luzern». Die Plastische Sektion umfasste die Maler-, Bildhauer-, Bau- und Gartenkunst. Sie war die Vorgängerin der 1819 ins Leben gerufenen Luzerner Kunstgesellschaft. Altishofen war von 1819 bis 1836 erster Präsident der «Plastischen Sektion der Grossen Gesellschaft der Kunstgesellschaft».
Hecht hielt sich von 1819 bis 1824 häufig in Freiburg im Üechtland auf. In diesen Jahren entstanden u. a. zwei Porträts von Jean Baptiste Girard. Im Januar 1823 versuchte Hecht eine grosse Anzahl seiner Gemälde und Stiche durch eine Lotterie zu verkaufen. Dies wurde jedoch vom Stadtrat abgelehnt, und die 100 Gemälde und Stiche blieben nach Hechts darauf folgendem Wegzug in Freiburg zurück.
Ob der Tod seiner Frau oder die Enttäuschung über die Ablehnung seines Lotteriegesuches in ihm 1824 den Plan zur Abreise in sein geliebtes Frankreich reifen liessen, ist nicht bekannt. Hecht liess sich 1824 in Vesoul, Hauptstadt des Departements Haute-Saône, an der Rue du Châtelet 9 nieder, wo er bis zu seinem Tod lebte.

## Werke (Auswahl)
- David mit dem Haupt des Goliath sowie Porträts von den Äbten, Kloster St. Urban in Reiden, 1780 Gemälde
- Gemälde für die Pfarrkirche in Ruswil, 1789
- Rückkehr des verlorenen Sohnes, Ölgemälde für Haus Am Rhyn in Luzern, 1791
- Zwei Altarbilder für die Kirche in Beckenried, 1793/1794
- Deckenfresko Jüngstes Gericht, Pfarrkirche in Schüpfheim, 1807
- St. Philipp Neri. Volksapostel und Ordensstifter (1515–1595), Ölgemälde für die Pfarrkirche St. Philipp Neri in Reussbühl, 1809
- Altar- und Rundbilder für die Pfarrkirche St. Eusebius in Grenchen, 1812
- Deckenbilder für die Stadtkirche in Olten, 1812/1813
- Quellwunder Moses, Moses mit Gesetzestafel, Deckenfresken für die christkatholische Pfarrkirche St. Martin, Solothurn, 1815
- Der Heilige St. Jakobus der Ältere und Krönung Maria, Altarbilder für die Pfarrkirche in Bösingen, 1824
- drei grosse Altarbilder in der Pfarrkirche von Port-sur-Saône sowie in der Kirche von Filain ein weiteres Bild, das den Kirchenpatron Saint-Antide darstellt, 1788/1789